# Guy Babylon
Guy Babylon (New Windsor, 20 dicembre 1956 – Los Angeles, 2 settembre 2009) è stato un tastierista statunitense.

## Biografia
Noto soprattutto per la sua collaborazione con Elton John, Guy cresce ascoltando la musica di gruppi come i Led Zeppelin, gli Yes e i Gentle Giant. Dopo aver frequentato la Francis Scott Key High School si iscrive con successo alla University of South Florida; si trasferisce poi in California (e precisamente a Los Angeles). Nel 1988 esordisce come tastierista della Elton John Band e contribuisce alle sessioni di registrazione per l'album Sleeping with the Past (pubblicato nel 1989); nel 2001 vince un Grammy Award per i suoi contributi al musical Aida, scritto da Elton e da Tim Rice. Lavorerà molto anche al musical Lestat, prodotto sempre da Elton John, stavolta però in coppia con Bernie Taupin. Fino a poco tempo prima Guy viveva a Los Angeles con la moglie e i figli ed era il tastierista ufficiale della Elton John Band, ma il 2 settembre 2009 è deceduto improvvisamente per un infarto miocardico. In sua memoria, un commosso Elton John gli dedicherà Your Song e l'intero concerto gratuito tenutosi a Napoli l'11 settembre dello stesso anno.